# 峰刃幾叉丸
峰刃 幾叉丸（みねやいば きしゃまる、1999年3月26日 - ）は、埼玉県草加市出身で、錣山部屋所属の現役大相撲力士。本名は伊藤 周（いとう ちかし）。身長189.0cm、体重148.5kg、血液型はAB型。最高位は東幕下4枚目（2023年3月場所）。同部屋の翔大夢は実弟。

## 来歴
草加市立谷塚小学校3年次から草加相撲練修会で相撲を始めた。4年次にわんぱく相撲全国大会でベスト8を経験、5年次と6年次も同大会に出場している。草加市立谷塚中学校では柔道部に所属しながら相撲の大会にも出場しており、3年次に全国都道府県中学生相撲選手権大会で8強入りしている。中学校卒業後は柏日体高校（現・日体大柏高校）アスリートコースに進学し、1年次から団体戦に出場、3年次に高校総体で個人8強入りした。その後、東京農業大学へ進学したが、2年次の2018年7月に中退した。
大学中退後は、草加相撲練修会の監督が20代錣山（元関脇・寺尾）と同じ高校の出身という縁で錣山から勧誘を受けたため、錣山部屋に入門し、2019年3月場所で初土俵を踏んだ。初土俵の同期に時疾風、北の若、吉井、大辻らがいる。2020年3月場所で一度負け越したが、同年9月場所で新幕下に昇進。翌11月場所では初日から6連勝としたが、7番相撲で竜虎に敗れて幕下優勝を逃した。東幕下14枚目まで番付を上げた2021年1月場所は2勝5敗と負け越し。四股名を「嶺刃」に改めた翌3月場所は場所前の稽古で網膜剥離を発症して手術を受けたため全休（1番相撲の不戦敗があるため、公式成績としては1敗6休）。結局、嶺刃の四股名で本場所の土俵に上がることは一度もなく、次の5月場所から「峰刃」に再改名した。2022年3月場所は場所前の稽古で眼窩底骨折をして全休。11月場所では初日から6連勝としたが、7番相撲で玉正鳳に敗れてまたしても幕下優勝を逃した。

## エピソード
- 2021年3月場所で名乗った「嶺刃 常乃助」の四股名は、大師匠の元関脇・鶴ヶ嶺（14代井筒。20代錣山の師匠であり父親）の「嶺」と[3]、20代錣山の好きな漫画『鬼滅の刃』の「刃」を取ったものである[6]。しかし同場所は網膜剥離のため全休となり、四股名の字画診断を受けたところ「凶」と判定されたため、翌5月場所から刃の字を残しつつも字画を考慮した「峰刃 幾叉丸」に改名することになった[6]。

## 主な成績
2025年7月場所終了現在

### 通算成績
- 生涯戦歴:139勝86敗34休（38場所）

### 各段優勝
- 序二段優勝：1回（2025年5月場所）

### 場所別成績
| | 一月場所 初場所（東京） | 三月場所 春場所（大阪）   | 五月場所 夏場所（東京） | 七月場所 名古屋場所（愛知） | 九月場所 秋場所（東京） | 十一月場所 九州場所（福岡） |
| --- | ----------------------- | ------------------------- | ----------------------- | --------------------------- | ----------------------- | --------------------------- |
| 2019年 （平成31年 /令和元年） | x                       | （前相撲）                | 東序ノ口20枚目 6–1      | 西序二段49枚目 5–2          | 西序二段9枚目 5–2       | 東三段目73枚目 5–2          |
| 2020年 （令和2年） | 西三段目41枚目 4–3      | 東三段目28枚目 3–4        | 感染症拡大 により中止   | 西三段目49枚目 6–1          | 東幕下59枚目 5–2        | 西幕下35枚目 6–1            |
| 2021年 （令和3年） | 東幕下14枚目 2–5        | 東幕下28枚目 0–1–6        | 西三段目8枚目 5–2       | 西幕下47枚目 6–1            | 東幕下20枚目 4–3        | 東幕下16枚目 5–2            |
| 2022年 （令和4年） | 東幕下9枚目 2–5         | 西幕下21枚目 休場 0–0–7   | 東三段目2枚目 5–2       | 東幕下39枚目 5–2            | 西幕下27枚目 2–5        | 西幕下41枚目 6–1            |
| 2023年 （令和5年） | 東幕下17枚目 6–1        | 東幕下4枚目 2–5           | 西幕下12枚目 4–3        | 西幕下8枚目 3–4             | 西幕下14枚目 3–4        | 西幕下17枚目 3–4            |
| 2024年 （令和6年） | 西幕下23枚目 4–3        | 東幕下19枚目 4–3          | 東幕下15枚目 4–3        | 東幕下10枚目 3–4            | 西幕下15枚目 3–4        | 西幕下20枚目 休場 0–0–7     |
| 2025年 （令和7年） | 西幕下60枚目 休場 0–0–7 | 西三段目40枚目 休場 0–0–7 | 東序二段21枚目 優勝 7–0 | 東三段目15枚目 6–1          | x                       | x                           |
| 各欄の数字は、「勝ち-負け-休場」を示す。 優勝 引退 休場 十両 幕下 三賞：敢=敢闘賞、殊=殊勲賞、技=技能賞 その他：★=金星 番付階級：幕内 - 十両 - 幕下 - 三段目 - 序二段 - 序ノ口 幕内序列：横綱 - 大関 - 関脇 - 小結 - 前頭（「#数字」は各位内の序列） |                         |                           |                         |                             |                         |                             |

## 改名歴
- 伊藤 周（いとう ちかし）2019年3月場所 - 2021年1月場所
- 嶺刃 常乃助（みねやいば じょうのすけ）2021年3月場所
- 峰刃 幾叉丸（みねやいば きしゃまる）2021年5月場所 -